# Dennis van Leeuwen
Dennis van Leeuwen (Den Haag, 24 januari 1971) is een Nederlandse gitarist en muziekmanager. Hij is vooral bekend als gitarist en medeoprichter van de band Kane.

## Kane
Samen met Dinand Woesthoff vormde Dennis in 1998 de band Kane. Met deze band bracht hij 11 albums uit, waarvan 1 dubbel platina, 3 platina en 4 goud. In zestien jaar tijd scoorde Kane 26 Top-40 hits, waarvan 3 met een nummer 1 notering (Fearless, Something To Say en Shot Of A Gun). Ze traden op in onder meer de Kuip, de ArenA en Ahoy.
In September 2023 kwam de documentaire ‘KANE: A Story Recorded uit op Videoland. Waarna Dennis van Leeuwen en Dinand Woesthoff aankondigde dat zij weer gingen optreden tijdens een KANE Re/Connect show in de Ziggo Dome. Na de aankondiging hiervan liep het storm waarna zij uiteindelijk in Juni 2024 5x in de Ziggo Dome speelden. In Maart 2025 kondigde zij aan dat zij op 17 en 18 Oktober voor de allerlaatste keer zullen optreden in de AHOY in Rotterdam. Wel wordt er op 12 September nog een nieuw album uitgebracht onder de naam: Exit & Entrances.

### Prijzen
Hij won met de band zes Edisons, drie 3FM Awards en meerdere TMF Awards. In 2007 kreeg Dennis zelf een ‘Duiveltje’ uitgereikt, de muziekprijs voor de beste Nederlandse popmuzikanten en in 2009 werd hij verkozen tot best geklede man van Nederland door het blad Esquire.

## Muziekmanagement
Nadat Kane in december 2014 definitief stopte, focust Dennis zich nu volledig op het managen van de door hem ontdekte band Indian Askin. Hij ontdekte de band tijdens een showcase in de oude Trouw. Deze band werd onder meer uitgeroepen tot 3FM Serious Talent, werd door de Volkskrant getipt als talent voor 2016, en stond op Lowlands 2016.
In 2016 begon hij met Michel Penders het managementbureau The Gun Club, waar Indian Askin onderdeel van uitmaakt. Verder werkt Van Leeuwen aan talentenontwikkeling en muziekproducties samen met producer en songwriter Peter Kriek, bekend van 16 Bit Lolita's en Cubicolor.

## Muziekproductie
Naast muziek maken en manager zijn, is Van Leeuwen ook betrokken geweest bij verschillende muziekproducties. Hij coproduceerde het album van Kane No Surrender en het tweede van Go Back to the Zoo Shake a Wave. Eerder werkte hij samen met Go Back to the Zoo aan de liedjes voor hun debuutalbum Benny Blisto. Samen met Dinand Woesthoff produceerde hij de debuutsingle van DI-RECT Just the Way I Do en stond daarmee aan de wieg van het succes van deze band. Ook werkte hij samen op tracks van een album van Afrojack.

## Overige werkzaamheden
In 2014 en 2015 was Van Leeuwen bandcoach voor de Grote Prijs van Nederland, een muziekprijs die jaarlijks wordt uitgereikt in de categorieën bands, hiphop en singer-songwriter. In 2016 begon hij als een van de ambassadeurs van A’DAM Music School. Deze school organiseert laagdrempelig muziekonderwijs voor kinderen en jongeren uit Amsterdam; ieder kind of jongere verdient een gelijke kans.